# Trébabu
Trébabu är en kommun i departementet Finistère i regionen Bretagne i västra Frankrike. Kommunen ligger i kantonen Saint-Renan som tillhör arrondissementet Brest. År 2022 hade Trébabu 365 invånare.

## Befolkningsutveckling
Antalet invånare i kommunen Trébabu
Referens:INSEE